# La playa (E se qualcuno si innamorerà di me)/Una cartolina
La playa (E se qualcuno si innamorerà di me)/Una cartolina è un singolo della cantante Marisa Sannia pubblicato nel 1969 dalla casa discografica Fonit Cetra.

## Descrizione
La canzone sul lato A era in origine un brano strumentale portato al successo dal chitarrista francese Claude Ciari nel 1964; nello stesso anno era stata incisa da Marie Laforêt, con un testo in italiano scritto da Daniele Pace e il titolo E se qualcuno si innamorerà di me.
La Sannia con la canzone intitolata in questa incisione La playa (E se qualcuno si innamorerà di me) partecipò a Canzonissima 1969.
Il retro Una cartolina era già stato pubblicato nel 1966 nel 45 giri Una cartolina/Tutto o niente.
Entrambi i brani sono arrangiati da Giancarlo Chiaramello.

## Tracce
LATO A
1. La playa (E se qualcuno si innamorerà di me) (testo: Daniele Pace – musica: Jo Van Wetter e Pierre Barouh; edizioni musicali World Music Co.)

LATO B
1. Una cartolina (Sergio Endrigo; edizioni musicali L'usignolo)